# Mongols

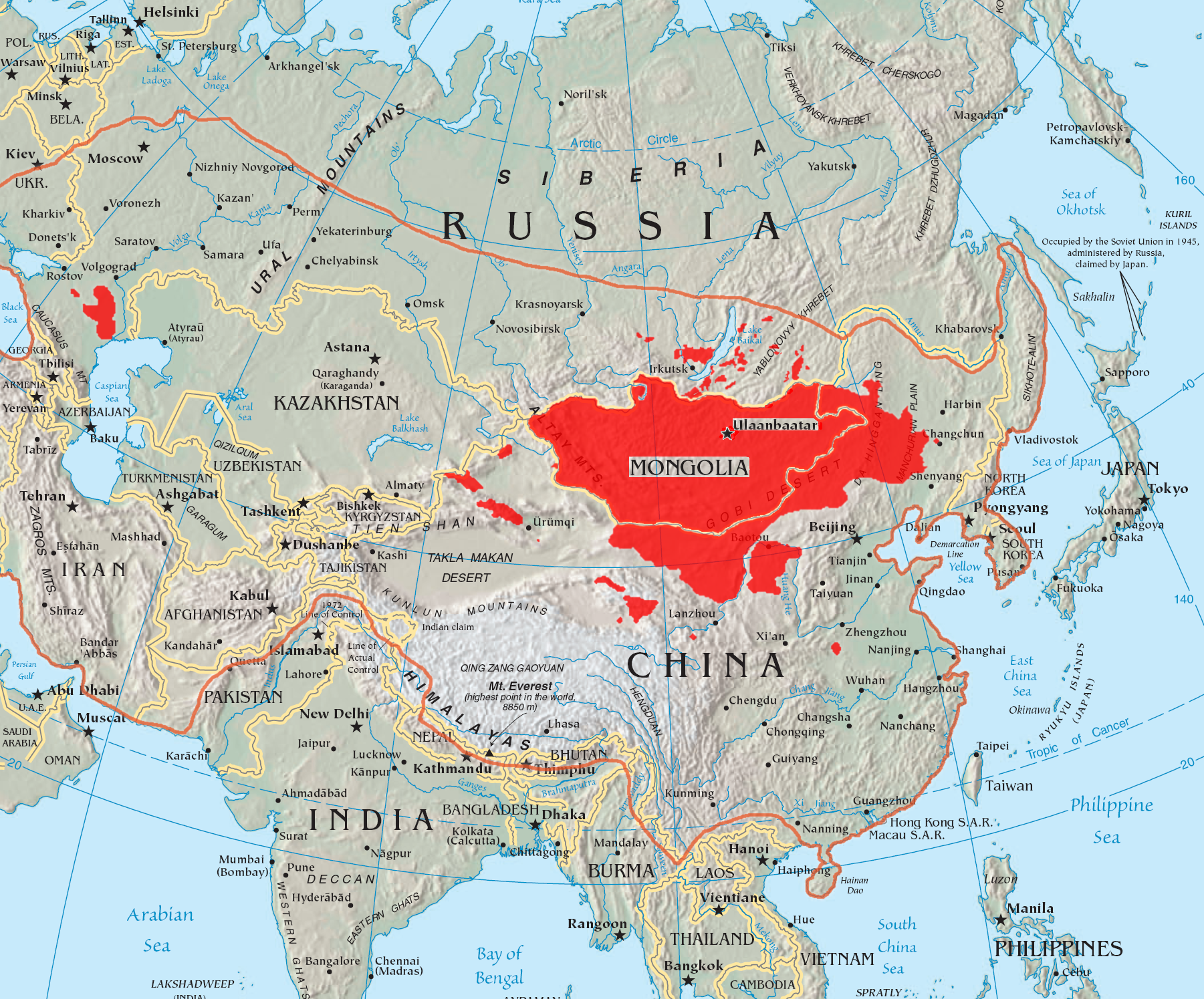
Distribució actual de les ètnies mongols i màxima expansió del seu Imperi

Els mongols (en mongol:  Mongγol; mongol cirílic: Монгол Mongol) són un grup ètnic originari de la Mongòlia actual, Rússia i la República Popular de la Xina, principalment en el que avui dia és la regió autònoma de Mongòlia interior i les repúbliques Buriàtia, Kalmukia, Tuvà i Yakutia de la Federació Russa. L'any 2004, eren uns 8.500.000 i parlen l'idioma mongol.
Aproximadament, 2,3 milions de mongols viuen a Mongòlia, 4 milions a Mongòlia interior i altres dos milions a les províncies veïnes. Alguns grups ètnics del nord de la Xina i Rússia estan estretament relacionats amb els mongols: els daur, els bryat, els evenki, els dorbod, els tuvans i els calmucs. A la Xina (Mongòlia interior) i Rússia (Tuvà, Buriàtia i Calmúquia) n'hi ha deu milions. En un sentit general, el nom inclou tots els que parlen mongol, i en sentit ampli els mongols inclouen tots els grups que parlen llengües mongòliques, com els calmucs. El seu nom apareix al segle VIII i, al segle xiii, van fundar el gran Imperi Mongol sota Genguis Kan, en part format per la unió de tribus mongoles i turques.
Les tribus següents són considerades mongoles: tumed, txahar, ordos, bargut (o barga), altai uriankhai, buriats, dörböd (dörvöd, dörbed), torguud, dariganga, üzemchin (o üzümchin), bayid, khoton, myangad (mingad), zakhchin (zakchin), darkhad, i oirats (o öölds o ölöts). La majoria de la població de Mongòlia són mongols (uns 3,2 milions). A la Xina, viuen uns 7 milions de mongols. Altres grups mongols són els daur, monguor, dongxiang, bonan i, en part, els uigurs (reconeguts com a nacionalitat separada). A Rússia, hi ha els buriats, oirats (altais) i calmucs. El poble de Tuvà o uriankhai, tot i ser mongol, parla una llengua turca.

## Història

### Gengis Khan
Originàriament, els mongols van ser una confederació de tribus que s'enfrontaren a les confederacions dels tàrtars, kerait, markit i naimans. Posteriorment, van ser només una divisió del que avui en dia anomenem la nació mongol. Gengis Khan unificà el poble mongol absorbint les altres confederacions i el terme mongol es començà a utilitzar per a designar-los a tots. Tot i que no eren gaire nombrosos (uns 200.000 en l'auge del seu imperi), els mongols van tenir gran importància en la història euroasiàtica. Sota el lideratge de Gengis Khan, els mongols van crear el segon major imperi de la història, governant 35 milions de km² i més de 100 milions de persones, gairebé igual que l'Imperi britànic. En el moment de màxima extensió, l'Imperi mongol s'estenia des de Corea fins a Hongria i incloïa Afganistan, Pakistan, Geòrgia, Armènia, Azerbaidjan, Pèrsia, Turquia, Rússia, la Xina i gran part de l'Orient Mitjà.
Els mongols eren un poble nòmada, estretament relacionat amb les tribus turqueses. No obstant això, cap d'aquestes civilitzacions, tret del Califat de Bagdad, formà part d'un estat central poderós. Àsia, Rússia i Orient Mitjà declinaven els regnes o les ciutats estatals. Prenent la iniciativa de manera estratègica, els mongols van explotar el seu poder, enllaçant aquestes àrees en una xarxa de comerç que servia de suport mutu.
Els mongols van dependre de manera destacada d'aquest comerç amb els habitants de les ciutats, però no van dubtar a assaltar els pobles en temps difícils. Com a nòmades, no podien acumular provisions per als temps durs o per donar suport als artesans. Quan el comerç amb el nord de la Xina es reduí en els anys 1200, poc després que Gengis Khan arribés al poder, els mongols van recuperar la tradició d'obtenir els béns amb assalts al nord de la Xina.
Però l'expansió militar dels mongols no fou només una part de la seva llarga tradició com a saquejadors. Al contrari, la unificació de les tribus mongols per part de Gengis Khan va fer que es convertís en una possibilitat i una necessitat. Això es deu al fet que, en la cultura mongol de l'època, la gent respectava els líders polítics però, sobretot, valoraven els que demostraven les seves virtuts en el combat.
Els arquers mongols usaven fletxes xiuladores per fer senyalitzacions, fletxes capaces de travessar armadures i, fins i tot, fletxes acabades en granades. Una de les tàctiques de Gengis Khan consistia a calar foc a animals vius, com elefants i cavalls, per després enviar-los a tota carrera contra les línies enemigues. Els mongols foren els primers a utilitzar la pólvora com a arma de guerra.
Les conquestes per a ells no comportaven la subordinació d'altres cultures a l'estil de vida nòmada. Al contrari, les conquestes estaven lligades a la destrucció en el cas que s'oferís resistència. Si ningú s'oposava, els mongols deixaven la ciutat no sense abans exigir als ciutadans que abonessin els seus tributs. Com a nòmada, Gengis Khan no entenia els beneficis de residir en una ciutat d'una manera estable.
A mesura que els mongols augmentaven de poder, els assessors van aconsellar a Gengis Khan construir un imperi de vassalls. Si als ciutadans de les ciutats se'ls permetia continuar amb el seu estil de vida, podrien produir més aliments i productes, una part dels quals haurien de ser abonats al Kan en concepte d'impostos. El Khan va acceptar-ho, i gravà els ciutadans amb un impost del 10%, però permetent-los continuar amb la seva cultura. Fins a l'any 1225, els mongols van seguir expandint-se per Àsia occidental, Pèrsia, Turquia i Rússia.

## Costums
Els mongols tenien per costum usar la mateixa vestimenta tant homes com dones, la qual cosa feia difícil diferenciar-los. A partir dels tres anys, als nens mongols se'ls lligava sovint als cavalls per ensenyar-los a muntar.
Pel que fa a costums matrimonials, eren prou diferents dels occidentals. Podien unir-se entre parents; un home podia casar-se amb la seva germana, però només per part paterna, i amb la dona del seu pare després de la mort d'aquest. A més, el germà menor, després de la mort del major, estava obligat a casar-se amb la seva cunyada.
En la seva condició de poble nòmada, solien viure en tendes de campanya fetes de pell de cavall. A aquest tipus d'habitatge, se li coneix amb el nom de iurta.
Pel que fa a l'alimentació, menjaven carn de cavall, gos, llop i de guineu, i si era necessari menjaven carn humana. No tenien en la seva alimentació pa, verdures ni llegums. No produïen vi ni cervesa, que l'havien d'importar, quan era possible. No obstant això, produïen una beguda alcohòlica derivada de la fermentació de llet equina. Bevien molta llet d'egua i també de camella, de cabra i d'ovella. Quan la llet escassejava, coïen mill en aigua i en bevien el brou.
L'activitat més important dels homes era la caça i treballaven només per a produir armes.
Tenien un gran esperit de cooperació; mai es robaven ni es barallaven entre ells; difícilment traïen el seu senyor i eren molt respectuosos els uns amb els altres.
Mort de Gengis Khan
El 1227, Gengis Khan va morir; el seu tercer fill, Ogatai Khan, fou triat per les tribus com a successor. Ogatai Khan continuà amb l'expansió pel nord-est d'Àsia: conquistà Corea i el nord de la Xina. Per l'oest, les tropes mongols havien aconseguit Polònia, Hongria i Egipte en el 1241. Quan Ogatai Khan va morir sobtadament, la llei mongol va exigir a tots els descendents de Gengis tornar per triar un nou successor. Una dècada més tard, Möngke Jan, net de Gengis i nebot d'Ogatai, va prendre el tron sota l'assistència de sa mare, Sorghaghtani Beki. En aquesta època, l'expansió per Occident havia perdut força.
Diversos membres de la cort mongol eren cristians. Tot i que la cort era nominalment budista i mantenia una política d'obertura cap a totes les confessions religioses, sentia una especial simpatia pels cristians.
El 1253, la cort va seguir el suggeriment dels regnes dels croats a Síria (els quals creien veure en els janes mongols el "Presti Joan") d'atacar les capitals musulmanes Bagdad i el Caire. Bagdad fou conquerida i saquejada el 1258, i el califa assassinat. No obstant això, quan les tropes es dirigien cap al Caire, Mongha Jan va morir, el 1259. Gran part de les tropes van tornar a casa per a l'elecció del nou líder i les tropes egípcies van repel·lir l'atac mongol el 1260. Això marcà la màxima expansió cap a l'oest de l'Imperi mongol.
Dos intents d'invasió al Japó van fracassar en ser desbaratada per tempestes la flota que transportava les tropes mongols; aquestes tempestes van ser anomenades pels japonesos kami-kaze (kami = 'déus', 'diví', kaze = 'vent').
Kublai Khan succeí a Mongha Khan i va traslladar la cort a Pequín, en aquell moment anomenat Kanbalik ('la ciutat del kan / jan') i formà la dinastia Yuan; va reiniciar la invasió de la Xina en la primera guerra en què es van utilitzar pistoles en els dos bàndols. Després de 18 anys, Kublai Khan conquistà tant el nord com el sud de la Xina, i formà el major dels imperis, descrit per Marco Polo.

## Decadència de l'imperi
A principis del segle xiv, l'augment del comerç i, probablement, el refredament del clima, van facilitar l'expansió de diverses plagues que van animar les revoltes i invasions. Els primers emperadors Ming van dirigir algunes campanyes a Mongòlia i van destruir les ciutats d'Harhorin i Kar Kot. Més tard, els Ming van canviar a una política més defensiva. Mentrestant, algunes tribus mongols lluitaven entre si, generalment mongols de l'oest (oirat) contra mongols de l'est (txahar, tumed, ordos i jalja) i van continuar atacant les fronteres xineses. Aquests atacs freqüents van portar finalment a la reconstrucció de la Gran Muralla.
Els problemes interns van donar l'oportunitat als manxús d'anar assimilant les tribus mongols pas a pas. El 1636, els xahar de Mongòlia interior van ser conquistats; el 1691, van ser els jalja els que es van sotmetre a l'emperador i, el 1750, l'emperador Qianlong va destruir l'Imperi oirat en l'actual Xinjiang.

## Història moderna
El 1921, la regió de Mongòlia exterior es va revoltar, amb ajuda de Rússia, i va formar l'actual Mongòlia.
Sukhe Bator (1920-1922) fou un líder polític mongol, pare del modern estat mongol.
Balingiin Tserendorj (1868-1928) fou primer primer ministre de Mongòlia.
El 1924, s'hi va establir un govern comunista. La Unió Soviètica defensà Mongòlia de la invasió japonesa. Mongòlia s'alineà de manera voluntària amb Rússia després de la separació sinosoviètica del 1958. El 1990, es va destituir el govern comunista i, des del 1992, Mongòlia té un govern parlamentari.
Mongòlia interior forma un estat autònom dins de la Xina. Nombrosos membres de l'ètnia han s'han establert a la regió i hi són el grup ètnic dominant. La Xina continua mantenint restriccions culturals als mongols, semblants a les que es van establir en l'època soviètica. No obstant això, els mongols estan exempts de la política d'un sol fill i el govern xinès hi promou l'idioma mongol.
Nambaryn Enkhbayar (nascut el 1958) fou primer ministre de Mongòlia del 2000 a 2004. Enkhbayar és també escriptor.
Dolgorsürengiin Dagvadorj, d'Ulan Bator, el 1980 era un conegut lluitador de sumo al Japó.

## Llengua

Arbre cronològic de les llengües mongòliques

El mongol és l'idioma nacional oficial de Mongòlia, on el parlen gairebé 2,8 milions de persones (estimació de 2010), i la llengua provincial oficial de la regió autònoma de la Xina Mongòlia interior, on hi ha almenys 4,1 milions de mongols ètnics. En tota la Xina, la llengua és parlada per aproximadament la meitat dels 5,8 milions de mongols ètnics del país (estimació de 2005). No obstant això, es desconeix el nombre exacte de parlants de mongol a la Xina, ja que no es disposa de dades sobre el domini de la llengua per part dels ciutadans d'aquest estat. L'ús del mongol a la Xina, concretament a Mongòlia Interior, ha tingut períodes de declivi i ressorgiment en els últims centenars d'anys. Aquesta llengua experimentà un declivi durant el període Qing tardà, un ressorgiment entre 1947 i 1965, un segon declivi entre 1966 i 1976, un segon ressorgiment entre 1977 i 1992, i un tercer declivi entre 1995 i 2012. No obstant això, malgrat el declivi de la llengua mongol en algunes zones urbanes i àmbits educatius de Mongòlia interior, és molt probable que la identitat ètnica dels mongols urbanitzats de parla xinesa sobrevisqui a causa de la presència de comunitats ètniques urbanes. La situació multilingüe de Mongòlia interior no sembla obstaculitzar els esforços dels mongols ètnics per preservar la llengua. (Otsuka, Hitomi. «6». A: More Morphologies: Contribuciones al Festival de las Lenguas, Bremen, 17 Sep al 7 Oct, 2009, 30 Nov 2012, p. 99.</ref>.) Tot i que un nombre desconegut de mongols a la Xina, com els tumets, poden haver perdut totalment o parcial la capacitat de parlar la seva llengua, encara estan registrats com a mongols ètnics i segueixen identificant-se com a tals. Els fills de matrimonis interètnics mongolxinesos també afirmen ser i estan enregistrats com a mongols ètnics.
L'origen específic de les llengües mongòliques i les tribus associades no és clar. Els lingüistes han proposat tradicionalment un vincle amb les famílies lingüístiques manxú-tungús i turqueses, incloses al costat del mongol en el grup més ampli de les llengües altaiques, tot i que això continua sent controvertit. En l'actualitat, els pobles mongols parlen almenys una de les distintes llengües mongòliques, com el mongol, el buriat, l'oirat, el dongxiang, i el bonan. A més, molts mongols parlen rus o xinès mandarí com a llengües de comunicació interètnica.

## Religió
Article principal: Budisme mongol
Tsakhiagiin Elbegdorj (nascut el 1968), periodista i polític mongol, fou elegit president de Mongòlia en dues ocasions (no consecutives) i és el primer amb tal càrrec que no ha estat membre del Partit Revolucionari Popular de Mongòlia.
La religió tradicional dels pobles mongols fou el xamanisme, que encara influeix en la cultura mongol i en el seu budisme, i és practicat per una minoria dins de Mongòlia. No obstant això, el budisme tibetà és la religió tradicional i predominant seguida pel 93% de la població. De fet, el terme dalai-lama és d'origen mongol. Va ser el 1578 quan el militar mongol Altan Khan va decidir aliar-se amb els lames budistes tibetans per promoure el lamaisme en l'Imperi mongol i va ser, finalment, coronat emperador. El budisme tibetà fou la religió oficial de l'Imperi mongol amb el seu propi líder espiritual, anomenat Jebtsundamba Khutuktu.